# Handels-, Industrie- und Handwerkskammer Vilnius
Die Handels-, Industrie- und Handwerkskammer Vilnius (lit. Vilniaus prekybos, pramonės ir amatų rūmai) ist eine Handelskammer und eine Handwerkskammer (eine Industrie- und Handelskammer) in der litauischen Hauptstadt Vilnius. Gleichzeitig ist sie eine Interessenvertretung.

## Geschichte
1973  wurde eine Abteilung Vilnius der sowjetischen IHK errichtet. Sie  etablierte nur die  Dienstleistungen (Ausstellungen, Aufnahme von ausländischen Gästen, Expertise der ausländischen Waren, Rohstoffe und Ausrüstung und so weiter). Am 25. Oktober 1991 wurde IHK Vilnius errichtet.